# Plagiothecium standleyi
Plagiothecium standleyi là một loài rêu trong họ Plagiotheciaceae. Loài này được E.B. Bartram mô tả khoa học đầu tiên năm 1946.
Danh pháp khoa học của loài này chưa được làm sáng tỏ. 